# Le plaisir est pour demain
Pour plus de détails, voir Fiche technique et Distribution.
Le plaisir est pour demain (No Time for Flowers) est un film américain réalisé par Don Siegel et sorti en 1952.

## Fiche technique
Sauf indication contraire, les informations mentionnées dans cette section peuvent être confirmées par la base de données cinématographiques IMDb,  présente dans la section « Liens externes ».
- Titre original : No Time for Flowers
- Réalisation : Don Siegel
- Scénario : László Vadnay (en) et Hans Wilhelm (en)
- Musique : Herschel Burke Gilbert
- Direction artistique : Eduard Stolba
- Photographie : Tony Braun
- Montage : Henrietta Brunsch
- Production : Mort Briskin
- Société de production : Morjay Productions
- Société de distribution : RKO Radio Pictures
- Pays de production :  États-Unis
- Langue originale : anglais
- Format : noir et blanc — 1,37:1 - son Mono
- Genre : comédie romantique
- Durée : 83 minutes
- Dates de sortie :
  - États-Unis : 25 décembre 1952 (avant-première à New York) ; 31 janvier 1953 (sortie nationale)[1]
  - France : [Quand ?]

## Distribution
- Viveca Lindfors : Anna Svoboda
- Paul Hubschmid : Karl Marek
- Ludwig Stossel : Papa Svoboda
- Adrienne Gessner : Mama Svoboda

## Production
Le tournage a lieu, entre juin et août 1952, à Vienne, en Autriche.